# Лопатник при Велењу
Лопатник при Велењу (словен. Lopatnik pri Velenju) је насељено место у општини Велење, Савињска регија, Словенија.

## Историја
До територијалне реорганизације у Словенији био је у саставу старе општине Велење.

## Становништво
У попису становништва из 2011. године, Лопатник при Велењу је имао 79 становника.
| Број становника према пописима | Број становника према пописима | Број становника према пописима |
| ------------------------------ | ------------------------------ | ------------------------------ |
| 1991                           | 2002                           | 2011                           |
| 57                             | 67                             | 79                             |

Белешка: Године 1982. настало издвајањем дела из насеља Пашки Козјак. Од 1982. до 1990. исказивано под именом Лопатник при Титовем Велењу.